# Aperileptus impurus
Aperileptus impurus är en stekelart som beskrevs av Förster 1871. Aperileptus impurus ingår i släktet Aperileptus och familjen brokparasitsteklar. Arten är reproducerande i Sverige. Inga underarter finns listade i Catalogue of Life.